# 屋根瓦の日
屋根瓦の日（フランス語: Journée des Tuiles）はフランス、グルノーブルで1788年6月7日に起こった暴動。
グルノーブルでは、ルイ16世の治世の初期にモープーによって行われた高等法院の権限を削減する試みの復活と、小麦粉戦争 以来不評だった新税（印紙税および新しい一般財産税）の導入を図り、自由貿易のための措置をとったラモワニョン司法大臣とロメニー・ド・ブリエンヌ首相による改革の試みの後、かつての高等法院によるフロンドの乱と同様の状況のもと、叛徒たちは屋根瓦を武器として軍隊と衝突した。
フランス革命の序章となったこの暴動は市民側に3人の死者と20人の負傷者、王立海兵連隊 の兵士たちの間に非常に多くの負傷者を出した。 王権当局に対するこの最初の重大な反乱はドーフィネ州三部会の開催をもたらし、ブリエンヌは10ヶ月以内に行われるであろうヴェルサイユでの全国三部会の開催を約束することになる。

## 経緯
1788年5月8日木曜日、パリ高等法院の親裁座は、ラモワニョン司法大臣による司法改革、特に主権裁判所（パリおよび地方の高等法院、租税裁判所、会計院）が持つ建言権の撤廃と、国王が任命するメンバーによって構成され、アクテ（acte）、勅令（édits）および条例（ordonnances）といった国王が発する各種の法令の登録と保存を担当する全国裁判所の創設に関する勅令を登録した。これによって、国王に対する助言者であった高等法院の役割は今や単純な司法機能に限定され、貴族に対する刑事訴訟や2万リーヴル未満の訴訟を含む民事訴訟は大バイイ裁判所と呼ばれる新設の裁判所が扱うことになった。 高等法院 -身分制社会における封建的特権と免税特権の堅固な要塞 - は、こうして王国の法律に対するコントロールと、彼らがその地方特有の事情に基づいて法令の採用を拒否することを可能にする手続手段を失うことになる。しかし、5月の勅令が適用可能となるには、各地の高等法院が最後にそれらを登録することが必要だった。こうして、指導者であるデュヴァル・デプレニメルとゴワスラール・ド・モンサベールに率いられたパリ高等法院は直ちに反乱を起こした。彼らは司法官の地位の保証を含む、国体におけるいかなる革新も認めないことを大理石の如き王国の基本法に刻み込むと宣言した。  
反改革派は全国でも、その地域の特権および免責、封建的権利と領主裁判権の正当性を守ることに固執する各州の高等法院の支持を勝ち取った。レンヌではブルターニュ州の地方監察官が監禁されたが、特にイゼール川の左岸に位置し、約50ヘクタールの城壁に囲まれた、ドーフィネ州の州都グルノーブルは、2万人の住民のうち大部分が高等法院の関係者（弁護士、検察官、廷吏、書記官、訴訟係、代書人、椅子運搬人）であった 。  

## 1788年5月

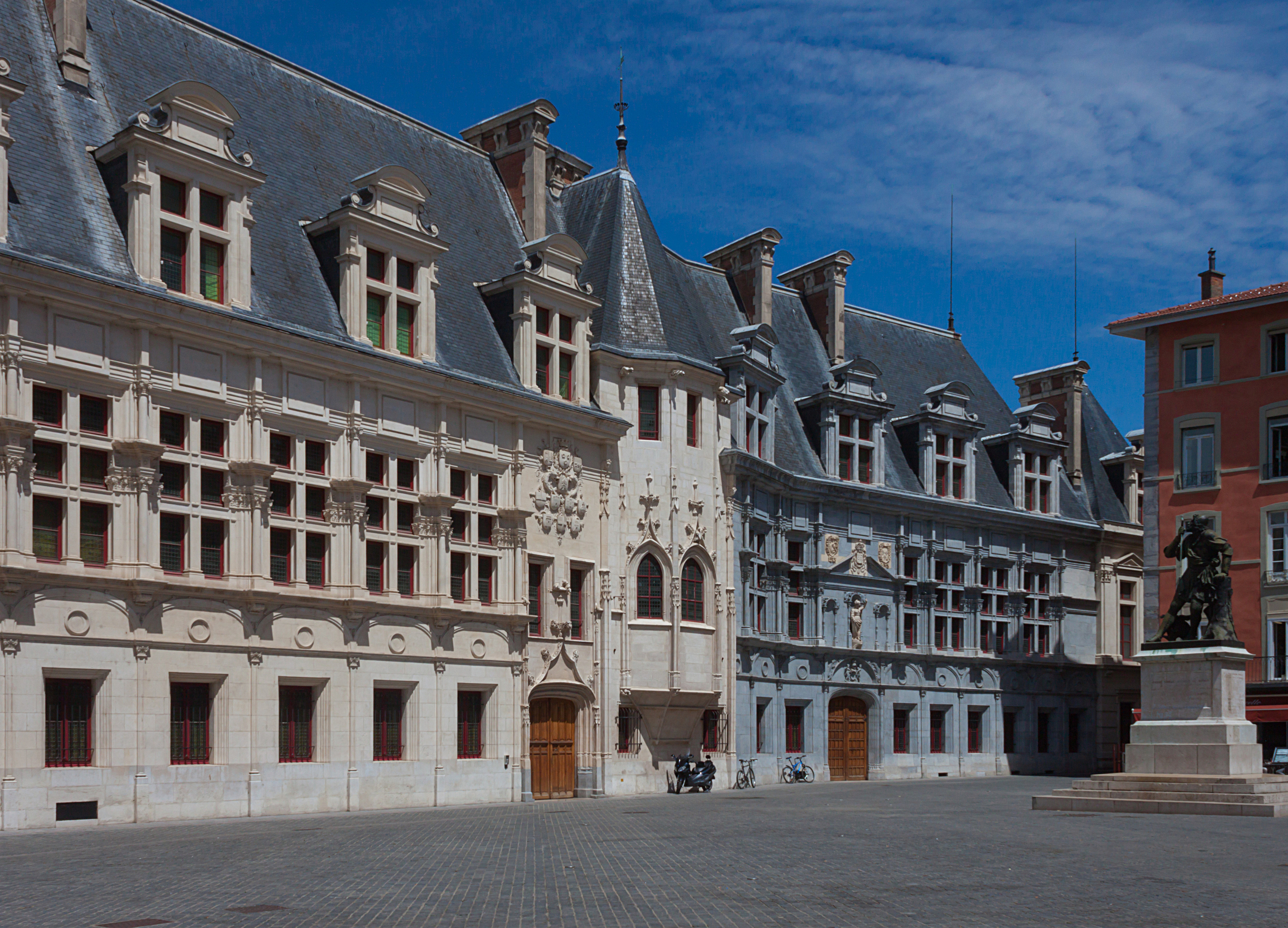
高等法院庁舎(サン・タンドレ広場)。

ドーフィネ州の総督オルレアン公爵ルイ＝フィリップはその時パリの王立裁判所におり、ドーフィネ州の副総督兼地区司令官であるクレルモン＝トネール公爵が5月9日にドーフィネ州高等法院に勅令を示したが、高等法院はそれを登録することを拒否した。翌5月10日、クレルモン＝トネール公爵はドーフィネ州の地方監察官ガスパール＝カーズ・ド・ラ・ボーヴと武装した護衛を伴い、改めて勅令の登録を求めて高等法院を訪れた。約21時間続いた激論の末、高等法院のメンバーは勅令の登録にサインすることを強制された。そして、高等法院の庁舎にいた人々は直ちに兵士によって強制的に退去させられた。扉は施錠され、高等法院の司法官たちは、法院が休暇に入ったという名目のもと、自分の席につくことを禁じられた。  
5月12日、市を統治する領事たちはこのクーデターを全面的に非難するために特別会合を開いた。5月20日、アルベール・ド・ブリュール高等法院長は自邸に高等法院の司法官たちと領事を召集し、高等法院に対してとられた措置を違法であると宣言する布告を起草した。この布告文はすぐにロメニー・ド・ブリエンヌに送られたが、ブリエンヌは5月30日までに副総督に「高等法院の反抗分子を彼らの領地に追放せよ」と命じることでこれに答えた。6月6日金曜日、何者かが5月10日に書かれた「勅令の精神」という書物を市内に流布させた。作者は匿名だったが、誰もがアントワーヌ・バルナーヴという名の若い弁護士を思い浮かべた。その日の夜9時、副総督兼地区司令官と地方監察官が、彼らが持っている高等法院のメンバーに対する追放命令を記した手紙が入った郵便物を届けるために法院長のもとを訪れた。

## 暴動

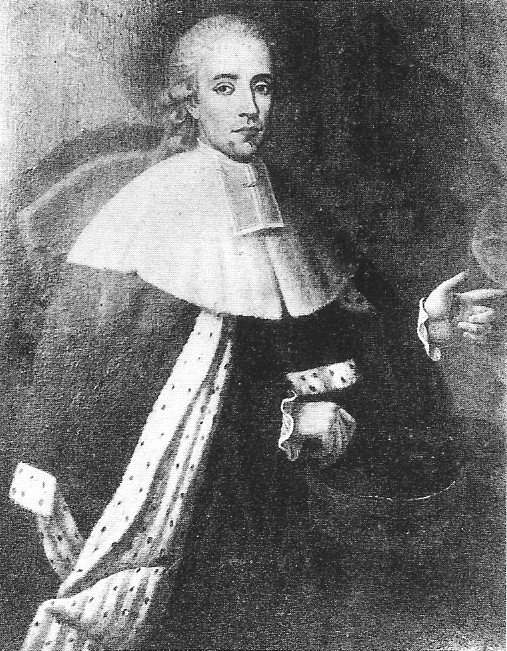
アルベール・ド・ベリュール。

1788年6月7日（土曜日）、グルネット広場で市場が開かれる日、高等法院の院長がクレルモン＝トネール公爵からの追放命令が記された封印状を受け取ったのは朝の7時30分だった 。高等法院のメンバーたちが皆荷物をまとめて出発の準備をしている間、正義の補助者と呼ばれる法院の事務職員から司法官たちの追放を知らされた住民を興奮と憤慨が徐々につかんでいった。10時になると商人や商店は店を閉め、石、棒きれ、斧、長い棒で武装した数百人の人々からなる集団が形成され、司法官たちの出発を阻止すべく市門を閉鎖するため急行した。サン・ローラン門からフランス門に向かった暴徒の中には、木造の橋の上で50人の兵士からなる監視隊を相手にする者もいれば、ヌーヴ通りを通ってアルベール・ベリュール法院長の邸に向かう者もいた。現場では、法廷弁護士会の会長であるピエール・デュシェーヌに先導された高等法院所属の弁護士たちと、ジョゼフ=マリー・ド・バラール副院長が率いる評定官たちが入口を通過する時、群衆はうやうやしく道を空けた。誰もが皆、この偉大な制度が消滅することへの同情を示していた。 
正午頃、市内の鐘を奪った女たちが大聖堂、共同教会、サン・ルイ教会とサン・ローラン教会の鐘から警鐘を鳴らし始めると、司法官を擁した群衆はかなりの数にふくれあがった。この時、重大事態を告げる警鐘は午後4時半まで鳴らされ続けた。鐘の音は市の周辺にまで確かに伝わり、これが原因となって近隣の農民たちが、ある者は城壁をよじ登り、またある者はイゼール川に浮かぶボートに乗って、さらにその中の何人かは市門の裏をボートで通り抜け、大挙して街に入り込んできた。

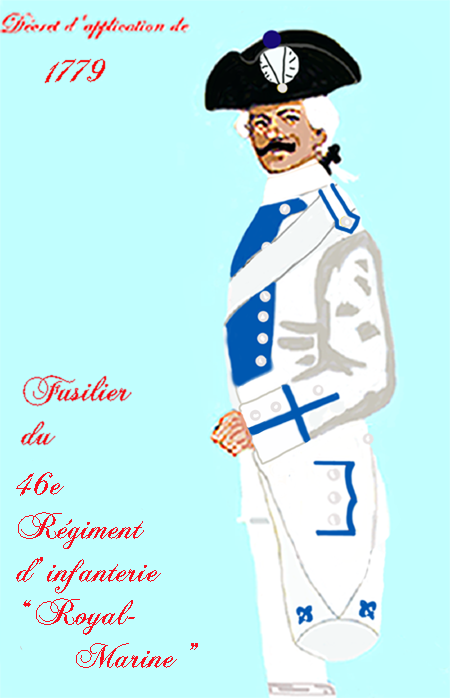
1788年の王立海兵連隊のフューズィリエ兵。

法院長は邸を出てむなしく群衆をなだめようとしたが、暴徒は院長の説得に耳を傾けることなく、院長邸の旅行鞄がある場所に戻って馬車に積み込まれた荷物を下ろし、馬に取り付けられた馬具を注意深く外し始めた。群衆の何人かは他の司法官について出発したが、司法官たちが彼らの家を離れるのを防ぐために院長邸の中庭に彼らの馬車を牽引してきた。 
その間、他の叛徒たちは城壁の端にあるクレルモン＝トネール公爵の邸に急行した。グルノーブルには、クレルモン＝トネール公爵麾下の精鋭の連隊が2つあった。アンベール侯爵が大佐を務める王立海兵連隊と、シャボー伯爵が指揮するアウストラシア連隊である。連隊は週ごとに交代で勤務についていたか、その週は王立海兵連隊の当番であり、海兵連隊は6月7日の明け方に警戒を開始したものの、武器の使用は禁止されていた。それでも、暴徒が司令官の邸宅を襲撃するのを見た士官たちは発砲によってそれに対抗しようとした。攻撃の際、兵士たちは75歳の男性を銃剣で負傷させた。血を見た人々は激怒して通りの舗装を剥ぎ始め、4階建ての建物の屋根の上に登った群衆は本物の屋根瓦と石の雨を降らせ始めた。何人かの兵士は副官の命令で発砲し、他の兵士は窓から射撃を行うために建物に避難していたが、群衆もすぐに建物内に侵入し、中にあったものすべてを破壊した。
グルネット広場では、群衆に襲われたパトロール中の4人の兵士を指揮していた王立海兵連隊の下士官が発砲して民間人を殺害し、12歳の少年を負傷させたが、この少年はその夜死亡した。街の東では、暴徒に武器弾薬を押収されることを恐れた王立海兵連隊の兵士は兵器庫を守るために発砲を余儀なくされた。王立海兵連隊の兵士が4〜5人のグループで民衆の群れと衝突している間、付近にあるボンヌ門の近くから戦闘命令に従って駆けつけたアウストラシア連隊の分遣隊はより多くの人数で構成されており、その数によって暴徒たちを躊躇させた。

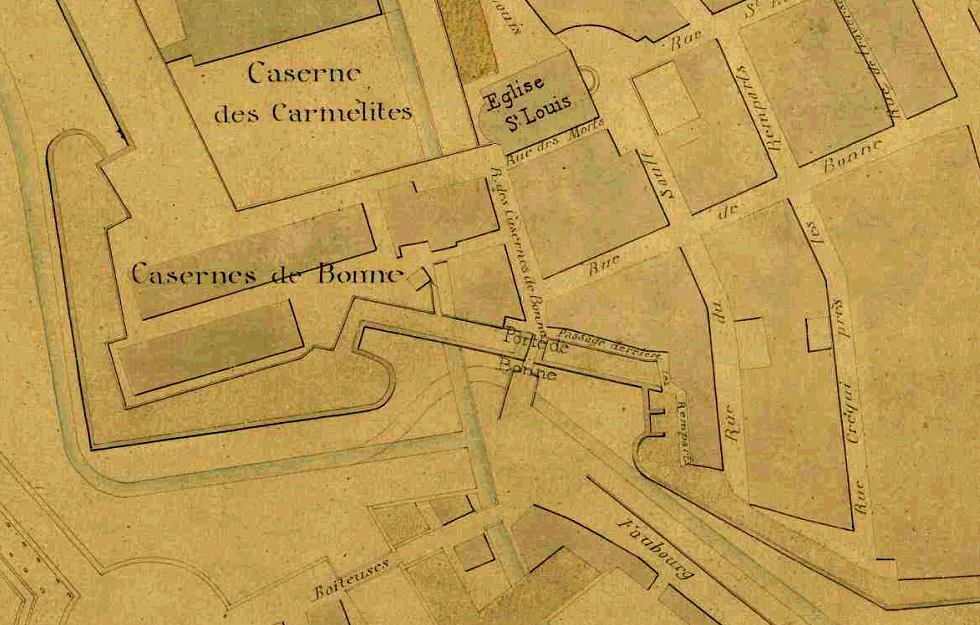
ボンヌにあった兵舎の平面図 (1813年の総合都市計画図より).

市の4人の領事のうちの3人は朝から市庁舎に集まっていた。彼らを統括する第一領事ピエール・デュプレ・ド・マイエンは副総督兼地区司令官の邸宅に赴き、きわめて愛国的な言葉で群衆を説得したが、その声は群衆の叫び声によってかき消された。領事たちの権威は地に堕ちており、領事たちは駐屯部隊の指揮官および士官たちと群衆の間を突破してクレルモン＝トネール公爵が避難している部屋への通路を確保しようとした。大変な困難の末、ぼろぼろの姿になりながらも彼らはそれに成功した。 
夕方の5時、まだ無事だったクレルモン＝トネール公爵は、軍隊を撤退させなければ街が大惨事に見舞われることを理解した。そして王立海兵連隊に宿舎に戻るように命じ、今回の追放に際し、出発を中止する用意があると言ってきた高等法院長に手紙を書いた。「あなたが出発を見合わせること、またあなたの同僚の紳士たちが同様の行動をとることを許可するとともに、追って通知があるまでこの地に留まるようお願いします。私はこの事態を宮廷に報告します。あなたにこのお手紙を差し上げることを光栄に存じます。草々」。国王の兵士たちは撤退しなければならず、副総督兼地区司令官の邸宅はあらかた略奪されていたが、クレルモン-トネール公爵はなんとか虐殺から逃れることができた。公爵が脱出するとすぐに、叛徒たちは高等法院の庁舎の鍵を持ってきて渡すよう要求した。 
6時、クレルモン＝トネール公爵の手紙は公の場で読みあげられたが、それにもかかわらず、1万人と推定される群衆は「高等法院万歳!!」と叫びながら花でいっぱいにされた司法官たちを力づくで高等法院の庁舎に連れ戻した。状況を非常によく理解していた院長は司法官たちに、旅装を解いてアーミンの毛皮の飾りのついた緋色の法服を着るように命じた。
サン・タンドレ広場に到着した群衆は記録保管所に侵入して、勅令が強制的に記録された登録簿を焼き捨てようとした。しかし、アルベール・ド・ブリュールはそうした行為に反対であり、高等法院に寄せられた同情に対してグルノーブル市民に感謝した後、家に帰るように勧めた。 一晩中、勝利の鐘が鳴り響く中、サン・タンドレ広場でパチパチ音をたてて燃えさかる焚き火を囲んだ群衆は 「われらの高等法院よ永遠なれ！！神よ王を守りたまえ！悪魔はブリエンヌとラモワニョンを連れて行け！」と歌いながら踊っていた。  
6月10日、市民の気持ちを和らげるため、最初に射撃を行った士官が逮捕された。同日、王立海兵隊の連隊長アンベール侯爵は、ロメニー・ド・ブリエンヌ大臣に手紙を書き、その中で17人の兵士が入院し、アウストラシア連隊の中佐であるボワシュー氏が頭部に深刻な打撃を受けたことを遺憾に思うと述べた。政府の側に立っていた高等法院のメンバーたちは王の名において宣告された追放命令に抵抗することを望まず、住民の監視から逃れるとすぐ、6月12日にグルノーブルを去った。

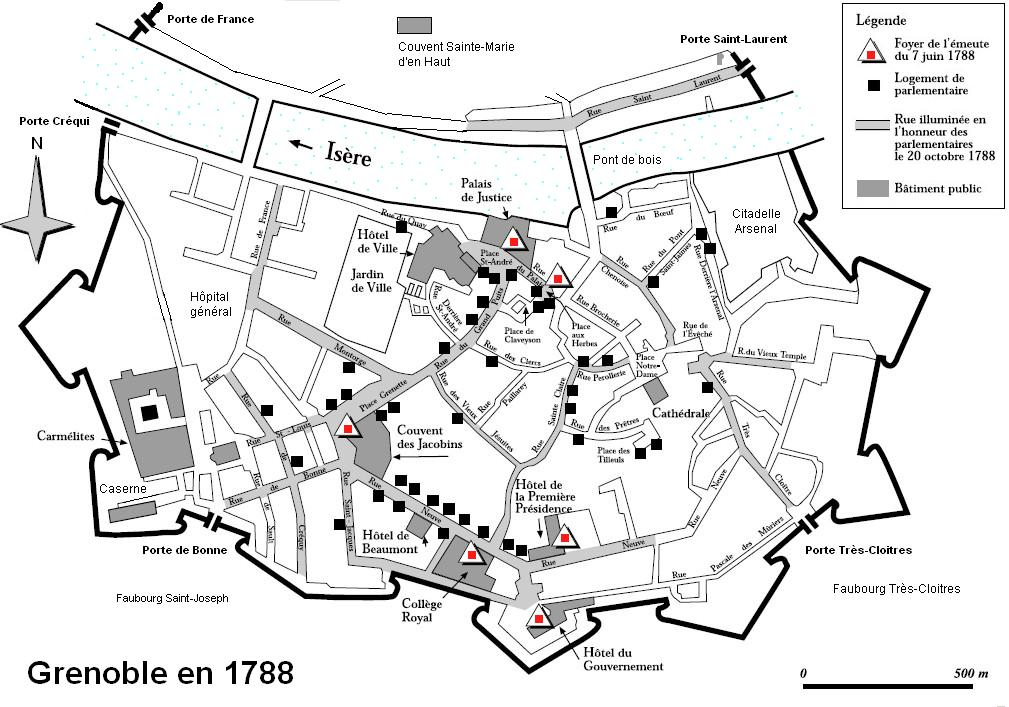
1788年6月7日、グルノーブルの暴動の現場。

この日負傷した多くの兵士の中で、将来スウェーデン国王となる王立海兵連隊の若い軍曹ジャン＝バティスト・ベルナドットが植物学者ドミニク・ヴィラールによって命を救われた。住民の中に、祖父のアパルトマンのバルコニーから暴動を支援していた5歳半の子供がいた。後に作家スタンダールとなったその子供は、1835年から1836年にかけて書かれた小説『アンリ・ブリュラールの生涯』の中でこの時の思い出を語っている  12。 
グルノーブルの秩序は、クレルモン＝トネール公爵と交代したばかりのド・ヴォー元帥の竜騎兵により、7月14日になってようやく回復された。 
この日の間に街中で起こった合計6件の暴動が記録されているが、そのうち2件は市の北部にあるドーフィネ州高等法院庁舎とエルベ広場で発生している。他の4棟の邸宅はさらに南に位置し、そのうちの1つはジャコバン修道院(旧ドミニカン修道院)の正面にあり（現在のギャラリー・ラファイエット店）、もう1つは高等法院長邸（現在のヴォルテール通り）である。副総督兼地区司令官の邸宅とジェズイット大学（現在のリセ・スタンダール、ラウル・ブランシャール通り）のうち最後の一つは、画家アレクサンドル・ドベルによって不朽のものとなった。 
グルノーブルの高等法院庁舎の謹慎に関するクラリス・コロンブによる2002年の研究は、暴動が発生した場所と街にある司法官の邸宅とのつながりを明らかにした。暴徒は高等法院の司法官たちの邸宅から最も離れた街の西と東には彼らを探しに行かなかった。 
この暴動を引き起こした経済的な要因に加えて、当時のグルノーブルはきわめて密集した住宅で構成された城壁に囲まれた城壁都市であり、特に暴動が起こりやすい特徴であった高い人口密度を持っていたことは注目に値する。
こうして、屋根瓦の日から53年後の1841年、街は城壁の新しい延長部分を完成させたばかりであったが、優れた芸術的才能を持つ地形学者であったレイモネリ大佐がグルノーブルの立体地図を製作している時に書いたメモによれば「街の中で住宅がより密集している場所はほとんど見当たらない」。 

## 結果

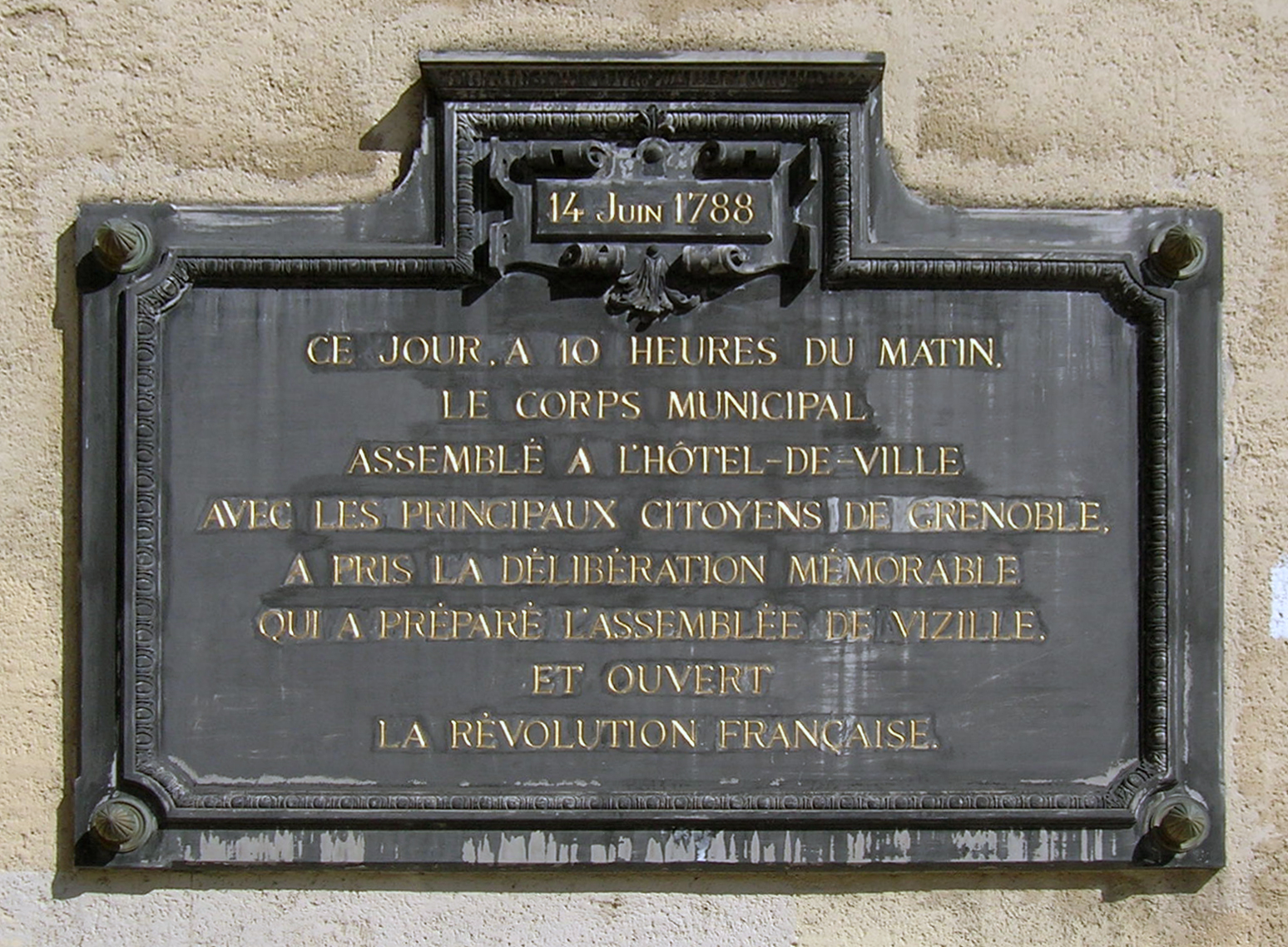
1888年7月20日に設置された1788年6月14日を記念するプレート。

司法業務は勅令によって中断されたままとなっており、暴動に加わった者に対する起訴はまだ行われていない。市の司法長官は事件の翌日にこう書いている。「状況が異なるものであったならば、それがいかなるものであれ、私は民衆によるこの暴動を告発するための起訴を怠ったりはしない。しかし、私はこの不幸な状況においては沈黙を守った方が賢明であると考えた。その主な理由は、新しい法律によって高等法院が休暇中という事になっているために彼らが動けないからである。有罪となるべき者の数はあまりにも多く、約1万5千人からなる暴徒の中から中心となった指導者や暴動を計画した者を見つけ出すことは不可能だろう。」 
この事件に続いて、高等法院の復活とドーフィネ州三部会の招集を実現させるために9人の聖職者、33人の貴族、59人の第三身分の代表からなる名士による会議が、この会議を庇護するクレルモン=トネール公爵の邸宅の目と鼻の先にあり、領事館として使用されていたレディギエール館で6月14日土曜日に開かれ、グルノーブルの第一領事であるピエール・デュプレ・ド・マイエンによる召集に応じて、3つの身分から102人が集まった。この会議は「州の特権の保護、古い秩序の回復、状況のせいで貧困に陥った住民の求めに応じる準備」が彼らに与えられるようルイ16世に宛てた文章を採択した。翌6月15日、パリの聖職者たちはロメニー・ド・ブリエンヌの税制改革プロジェクトを厳しく批判した一連の抗議を送って国王に抵抗した。
7月2日、204人の参加者による新たな集会がグルノーブルの城壁の外にある平野のミニム修道院で行われ、7月21日に新たな会議を開くことを決定したが、これら一連の出来事が原因となってクレルモン＝トネール公爵はヴォー元帥ノエル・ド・ジュルダと交代させられた。ヴォー元帥は会議そのものを禁止することはできなかったが、それがグルノーブルで行われることは拒否した。その後、工業を営む実業家クロード・ペリエはグルノーブル近郊のヴィジーユに自らが所有する城館の球戯場の間で会議を行うことを提案し、その申し出は熱烈に受け入れられた。ヴォー元帥は病気のため職務を離れ、まもなく7月14日に死去した。この会議について知らされたロメニー・ド・ブリエンヌは激怒してグルノーブルの主だった2人の領事をヴェルサイユに召喚し、封印状によって投獄した。 

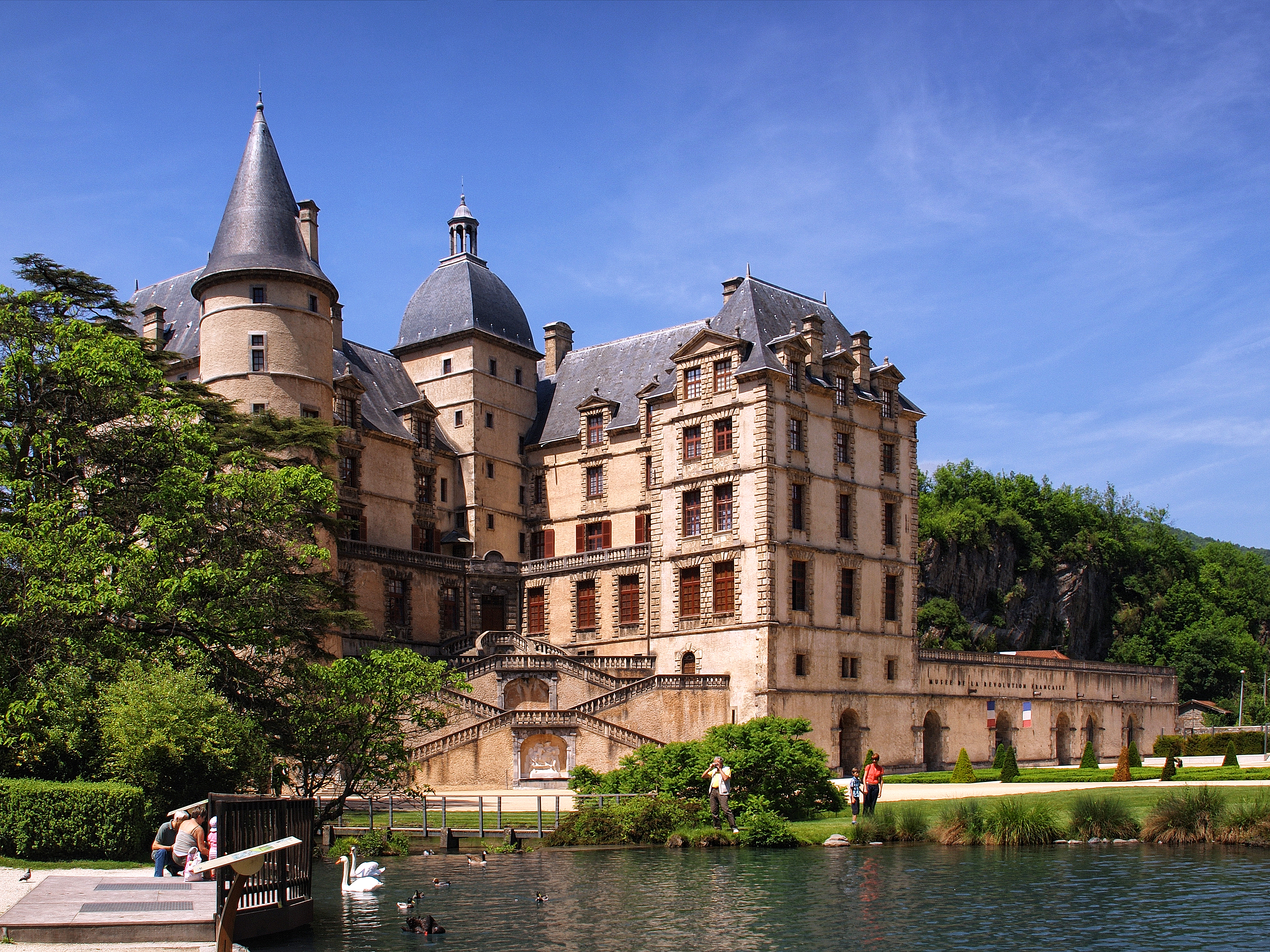
ヴィジーユ城。

グルノーブルからヴィジーユまで続くクルミの木に囲まれたエイバン道路5号線は7月21日の早朝、歩兵と竜騎兵のいくつかの分遣隊の後に続いて会議に出席する代表や名士たちのために貸し切られた。
会議は7月21日の午前8時、弁護士のアントワーヌ・バルナーヴとジャン＝ジョゼフ・ムーニエ の主導により開会した。540人の代表によって構成され、モルグ伯爵を議長としたこの非公式のドーフィネ州三部会は、会議を通して1789年の全国三部会の召集をルイ16世に重ねて嘆願し、新たに一人につき１票の投票方式を主張した。これは聖職者と貴族が多数を占めることになる身分単位による投票に代わって議員の頭数を単位とする投票方式であり、第三身分を優位に立たせることによってパワーバランスを逆転させることを意味した。さらに、二人の領事ピエール・デュプレ・ド・マイエンとジャック=フィリップ・ルヴァルの逮捕は、この「恣意的な権力の行使」に対する厳粛な抗議を提起した。  
この会議から12日後の8月2日に国王は譲歩し、9月10日にドーフィネ州三部会の召集を、そして6日後の8月8日、1789年5月1日を期してヴェルサイユに全国三部会を招集することを決定した。グルノーブルの2人の領事は9月20日に釈放され、市民から誇らしげに迎えられながら彼らの街に帰還した。 
1788年10月6日、グルノーブルの愛国者たちの意図についてロメニー・ド・ブリエンヌに知らせるなど二股的な行動を取り、自らが所有するエルベ城に隠棲していたグルノーブルの司教イポリート・エイ・ド・ボントヴィルが猟銃自殺を遂げた。彼の自殺は当時、彼が夢中になっていた自由が行き過ぎた方向へ進んで行った事が原因で厭世的になったためと考えられた。 
10月12日、ドーフィネ州高等法院の院長、アルベール・ド・ベリュールは勝利のうちにヴォレから帰還した。フランス門に到着したド・ベリュールはある男の両腕に担がれて邸まで運ばれ、通りは彼が1779年11月24日にグルノーブルで高等法院の院長に就任したときのように照らされた。10月20日、ドーフィネ州高等法院は群衆の歓声に迎えられて職務に復帰した。12月1日、ドーフィネ州は1世紀半の沈黙の後に正式に州三部会を再開した。1789年12月14日、市町村の基本体制に関する国民議会の政令により市長職が制定された。グルノーブルでは、1790年2月3日にローラン・ド・フランキエールが市長に選出されたが病気のため1週間後に辞職し、ジョセフ＝マリー・ド・バラールに道を譲った。しかし、グルノーブルで起こったばかりの反乱は、グルノーブルのそれを含むすべての高等法院の運命を変える、はるかに大きな革命の訪れを告げることになった。その革命のもと、ドーフィネ州高等法院は新しく市長となったアントワーヌ・バルナーヴによって1790年9月30日に廃止された。 
それから数年後、革命によって引き起こされた恐怖政治の最中、グルノーブルでは市の職員であるジョゼフ・シャンリオンが1794年にパリの公安委員会に働きかけたおかげでわずか2人の死者を出したのみだった。フランス全土で16,594人がギロチンにより処刑されているが、グルノーブルにおける犠牲者は、1794年6月26日にグルネット広場でギロチンによって処刑された亡命僧侶レヴェナズとギラベール修道院長の2人だけだった。しかし、もう一人の犠牲者はグルノーブルの記憶にその名を留めるだろう。元市長の一人で、マリー・アントワネットとの連絡のやり取りの結果、1793年11月29日にパリでギロチンにより処刑されたアントワーヌ・バルナーヴである。 

## アレクサンドル・ドベルの絵画
1853年にグルノーブル美術館の学芸員となった画家のアレクサンドル・ドベルは、事件の一世紀後の1890年に、1788年6月の屋根瓦の日とヴィジーユ会議を描いた絵画を制作した。これらの作品は現在ヴィジーユのフランス革命博物館に展示されている。

## 記念物

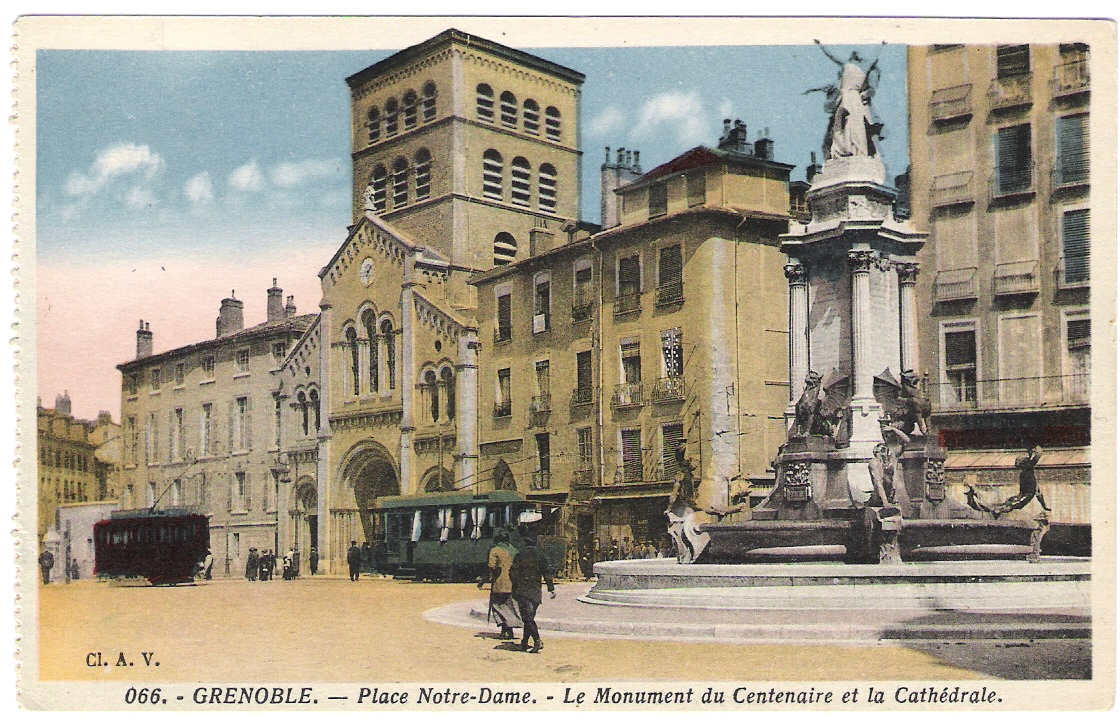
1900年の3つの身分の泉

1788年夏の事件から100周年が近づいた1886年8月、代議士ギュスターヴ・リヴェが中心となって、ドーフィネにおけるプレ革命100周年の栄光を記念するモニュメントの建設案が実現に向けて動き始めた。しかし、非常に密集した都市では、ノートルダム広場の建物の解体に関連する困難が、そのモニュメントである1900年の3つの身分の泉の期限内の建設を妨げた。一方、サディ・カルノー大統領のアルプス訪問の一環として、1888年7月20日に大統領の前で記念の饗宴が開催された。その夜県内のホテルで行われた宴会とグルノーブルのバスティーユで開催された花火大会の間に、レディギエール館の正面に置かれた松明の灯りに照らされて、1788年の夏を記念する記念プレートの除幕式が行われた。最終的に噴水は9年遅れて1897年8月4日、フェリックス・フォール共和国大統領の前で除幕式が行われた。 
1988年6月、フランス革命二百年の際に、グルノーブルで起こった一連の出来事に敬意を表して、三枚綴りのフランスの郵便切手が4,192,961部発行された。 
2013年以来、1788年7月に会議の代表たちが通ったグルノーブルとヴィジーユの間の経路を使ったハーフマラソンが春に開催されているが、このルートは1815年3月にナポレオン1世がエルバ島から帰国した時の経路の逆方向のコースでもある。 

### 屋根瓦まつり（Fete des tuiles）
2015年3月6日、エリック・ピオル市長がフランス・キュルチュール局のラジオ番組において、2015年6月7日に屋根瓦の日を記念するイベントである屋根瓦まつりを開催すると発表したが、このイベントは2016年6月4日、 2017年6月10日、2018年6月9日にも引き続き開催されている、、。このイベントはジャン・ジョレスの路と解放の路を会場として団体、地元の俳優、企業、そして住民が集まって行われ、毎回、夜に行われる山車によるパレードとレスタカード橋の下でのコンサートで幕を閉じるのが恒例となっている。 

## 暴動の現場　現在の状況
1823年、王制復古の時代、35年前にクレルモン＝トネール公爵を追い回した町に、奇妙な逆説によって、16世紀にドーフィネ州司令官だった騎士バイヤールの大きな像が、高等法院庁舎の正面にあるサン‐タンドレ広場に建てられた。しかし、この広場の最も大きな変化は、1897年に始まった県議会の議事堂、かつての高等法院庁舎の拡張によって事件当時の刑務所が消滅したことである。エルベという名前の小さな広場は当時から変わっておらず、現在でもそこにはまだ野菜市場が存在している。

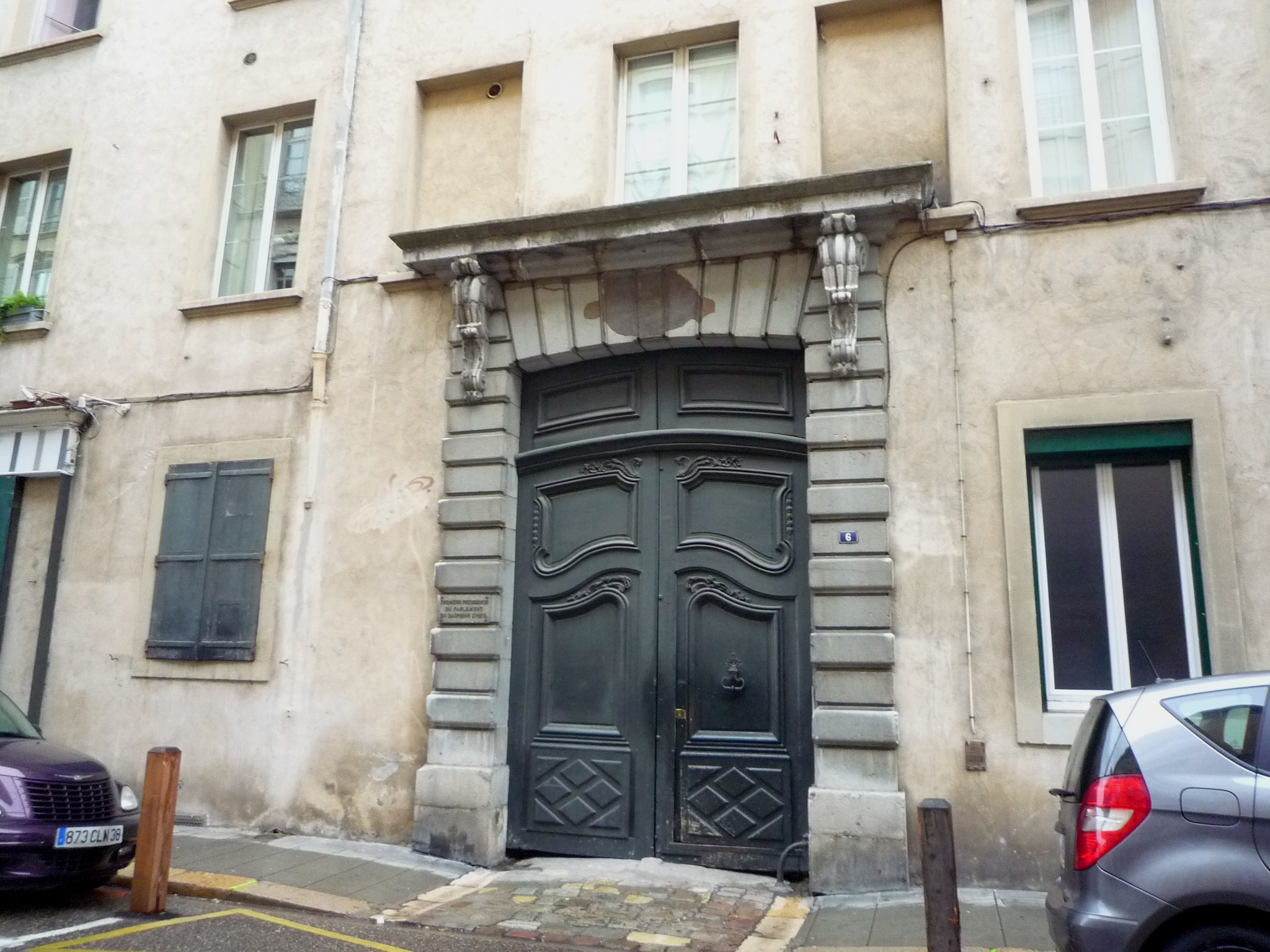
旧高等法院院長邸.

街の南、グルネット広場の正面にあったジャコバン修道院は重要なものであったが、アパルトマンを建てるため19世紀に取り壊された。その際に造られたフィリ・ド・ラ・シャルス通りの端に設置された飾り板は、かつての修道院の存在を思い起こさせる。アレクサンドル・ドベルの絵画に描かれた現場のうち、コレージュがあったヌーブ通りは学校通りとなり、ラウル・ブランシャール通りにあったアパルトマンの建物は1960年代に観光案内所と視聴覚ライブラリー が誘致されたため、1970年代に解体された。その向かい側にあり、1800年から1870年の間にグルノーブル美術館と図書館を運営していたジェズイット大学は、現在はリセ・スタンダールとなっている。暴動の際に襲撃された副総督兼地区司令官の邸はレディギエール砦の構内に建てられていたが、これは1836年に市域が拡大した後、1850年代に取り壊された。1862年以降、この取り壊された邸宅に代わって、グルノーブル山岳部隊本部 がヴェルダン広場を見下ろすように建っている。 
最後に、高等法院長邸は現存しているが個人の住宅となっており、18世紀のドーフィネ州高等法院について記した控えめなプレートだけが建物の起源を思い出させる。この道の名称は、ルーヴォヌーヌ通りからヌーヴ・デ・ペヌティエ通り、そしてサン・ヴァンサン・ド・ポール通りと変化し、最後に1875年ごろ、フランス革命の前身と考えられている屋根瓦の日の10年前に死去した哲学者の名前をとってヴォルテール通りとなった。